# Sukhmani

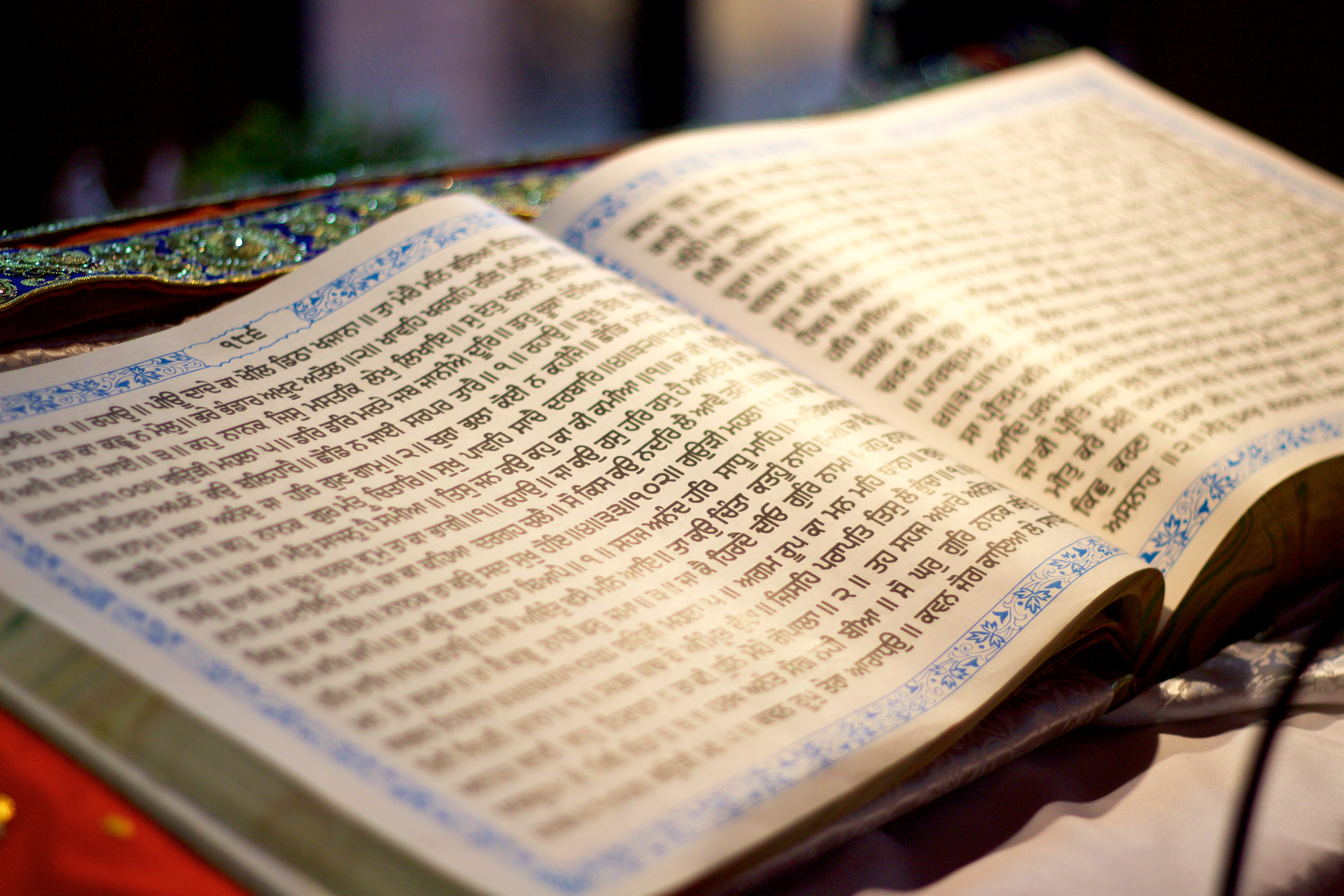
Une page du Guru Granth Sahib.

Sukhmani ou Sukhmani Sahib est une des prières les plus considérées dans le Livre saint du sikhisme, le Guru Granth Sahib. Elle a été écrite par Guru Arjan, un des gourous fondateurs de cette religion, et est une composition conséquente. Elle se situe entre les pages 262 à 296 des Écritures. Le Guru aurait composé cette prière vers 1602-1603, près du Temple d'Or. Un des fils de Guru Nanak, Baba Sri Chand en aurait écrit une strophe sur sa demande.
Les sikhs récitent cet hymne dans leurs prières du matin; des hindous la scandent également. Sukhmani se traduirait par : Consolateur de l'esprit, mais les titres de Psaume de la paix ou Chanson de la paix sont ceux utilisés et conviendraient mieux à cette œuvre. Sukh se traduit par: paix; mani par: esprit, ou, cœur. Dans son contenu, le Shukmani est une déclaration des grands principes du sikhisme, sous forme poétique. Le réciter entièrement prend environ une demi-heure. Il y est écrit par exemple que la contemplation est importante; l'orgueil et la vantardise doivent être bannis de la vie du croyant.
Page 266 du Guru Granth Sahib, le Sukhmani Sahib dit que l'humain peut être empêtrer dans les attachements émotionnels et dans le filet de l'illusion, la solution pour rompre les maux terrestres est la méditation. Puis: La Gloire de Dieu est grande... toute notre enfance il nous a nourri de lait. Dans la page précédente, le Guru parle d'une vache aux pouvoirs miraculeux qui chante la gloire du nom de Dieu (Naam: un des noms de Dieu appelé aussi Waheguru est une mantra de méditation). Dans une strophe plus loin, il est écrit que le divin précepteur est une lampe dans les ténèbres.
Pour mémoire le sikhisme prône la dévotion par la prière et le service désintéressé, la méditation et une vie d'humain non pas ascète mais travaillant et ayant une vie maritale et des enfants.